# Svatý Jan pod Skalou
Svatý Jan pod Skalou település Csehországban, a Berouni járásban. Svatý Jan pod Skalou Vráž, Loděnice, Bubovice és Beroun településekkel határos. Lakosainak száma 198 fő (2024. január 1.).

## Népesség
A település lakosságának változását az alábbi diagram mutatja:
| Lakosok száma | 364  | 328  | 338  | 469  | 131  | 111  | 169  | 176  | 193  | 198  |
|               | 1869 | 1890 | 1921 | 1950 | 1980 | 2001 | 2017 | 2019 | 2022 | 2024 |